# Eriobotrya longifolia
Eriobotrya longifolia är en rosväxtart som först beskrevs av Joseph Decaisne, och fick sitt nu gällande namn av Joseph Dalton Hooker. Eriobotrya longifolia ingår i släktet eriobotryor, och familjen rosväxter. Inga underarter finns listade i Catalogue of Life.